# Изготовление ценных бумаг

Бланки банковских векселей

Изготовление ценных бумаг — регламентированный процесс производства бланков ценных бумаг — документов, удостоверяющих имущественные права, осуществление или передача которых возможны только при его предъявлении.

## История
Изготовлением ценных бумаг в Советском Союзе занималось только ПО Гознак. В 1992 году Минфин России принял решение о лицензировании деятельности по изготовлению бланков ценных бумаг. В 2001 году принят Закон о лицензировании отдельных видов деятельности, в том числе деятельности по изготовлению защищённой от подделок полиграфической продукции.
В связи с либерализацией экономики потребность в защищённой полиграфической продукции в России значительно увеличилась. Кроме ценных бумаг, заказываемых банками и крупными промышленными предприятиями, к защищённой от подделок полиграфии относятся защищённые бланки строгой отчетности, заказываемые местными органами власти, лотерейные билеты, туристские путёвки, проездные документы, льготные рецепты и многое другое.

## Режимные требования к изготовлению ценных бумаг
Требования к режиму производственного процесса предприятий-лицензиатов определены Приказом Минфина РФ от 7 февраля 2003 г. № 14н, Приложением № 2. (Утратило силу)
Данные требования, в частности, запрещают:
- изготовление «зеркальных» бланков с одинаковой нумерацией;
- изготовление защищённой полиграфической продукции, внешне идентичной продукции, изготовленной другим лицензиатом;
- использование оригинал-макетов заказчика.

Проверки предприятий-лицензиатов на предмет соблюдения всех условий режима и качества выпускаемой продукции регулярно осуществляются специальной межведомственной комиссией.

## Технические требования к ценным бумагам
В соответствии с Постановлением Правительства РФ от 16 января 2007 г. N 15 полиграфическая продукция, содержащая не менее двух защитных элементов, является защищённой от подделки полиграфической продукцией.
По уровню защиты бланки защищённой полиграфической продукции могут быть уровня «А» (максимальный), «Б» и «В». Уровень защиты определяет совокупность элементов защиты бумаги, элементов полиграфической защиты и физико-химической защиты.
Бланки ценных бумаг на предъявителя должны иметь уровень защиты «А», бланки именных и ордерных ценных бумаг должны иметь уровень защиты «Б».

## Элементы защиты
Базовые элементы защиты:
- Плотность бумаги — 100 г/м² (уровень «А», «Б»);
- Содержание хлопкового волокна — 50 % (уровень «А»), 25 % (уровень «Б»);
- Тёмное фоновое свечение под ультрафиолетовой лампой — (уровень «А», «Б»);
- Полутоновый оригинальный водяной знак;
- Полимерная нить с микротекстом, флюоресцирующая под ультрафиолетовой лампой жёлто-зелёным свечением (уровень «А», «Б»);
- Невидимые защитные волокна, люминесцирующие под ультрафиолетовой лампой (уровень «А», «Б»);
- Видимые защитные волокна, люминесцирующие под ультрафиолетовой лампой (уровень «А», «Б»);
- Видимые защитные волокна синего цвета (уровень «А», «Б»);
- Гильоширная рамка с элементами негативного и позитивного исполнения (уровень «А», «Б»);
- Двойная гильоширная сетка переменного шага со связанным рисунком (уровень «А», «Б»);
- Ирисовая печать — плавный переход одного цвета в другой (уровень «А», «Б»);
- Гильоширная сетка постоянного шага с ирисовым раскатом (уровень «А», «Б»);
- Микротекст (уровень «А», «Б»);
- Орловская печать — высокоточное совмещение красок (уровень «А»);
- Видимое и/или невидимое изображение, люминесцирующее под ультрафиолетовой лампой (люминофор разных цветов) (уровень «А», «Б»);
- Нумерация магнитной краской (уровень «А», «Б»), светящейся под ультрафиолетовой лампой (уровень «А»);
- Дублирующая нумерация краской со спецэлементом «И», флюоресцирующим под инфракрасным излучением как множество зеленых точек (уровень «А»).

Дополнительные элементы защиты:
- Использование OVI-красок, изменяющих цвет в зависимости от угла наклона;
- Глубокая печать (интаглио) — метод печати, обеспечивающий рельефность элементов изображения, которые выступают над поверхностью бумаги;
- Припрессовка голограммы.

## Требования по отчётности
Лицензиаты-изготовители отчитываются перед Федеральной налоговой службой России об изготовленных бланках ценных бумаг. В отчёте указываются реквизиты заказчика, наименование продукции, уровень защиты, описание элементов защиты, тираж, номер и серию изготовленных бланков.
Информация о выпущенных ценных бумагах (изображения бланков с описанием элементов их защиты, реквизиты заказчиков и исполнителей) ежемесячно публикуется в официальном бюллетене «Ценные бумаги: регистрация, экспертиза, фальсификации».
Лицензиант-исполнитель обязан вместе с отпуском бланков предоставлять заказчику бесплатно Сертификат качества с описанием элементов защиты.

## Объём рынка
Объём рынка изготовления ценных бумаг в России можно оценить на примере: согласно бюллетеню «Ценные бумаги», в 2008 году в России было размещено 298 заказов на векселя и сертификаты различных видов. Общее количество бланков векселей и сертификатов, выпущенных в 2008 году, составляет почти 1 400 000 экз.

## Подделки
Объёмы подделок ценных бумаг в России значительны. По данным Экспертно-криминалистического центра МВД РФ в 2007 году в России было изъято фальшивых ценных бумаг на сумму 12 трлн рублей, что более чем в два раза превышает всю денежную массу страны. Преобладают подделки векселей Сбербанка России. По данным Центрального Банка РФ, 98,6 % фальшивок сделаны на обычных струйных принтерах.
В указанную выше сумму входят и те фальшивки, которые не были реализованы. Но реализованные причинили более половины ущерба в кредитно-финансовой системе России.

## Технические средства проверки

Многофункциональной прибор для определения подлинности ценных бумаг

Для определения подлинности ценных бумаг необходимы:
- лупа,
- ультрафиолетовая лампа с длинами волн 254 и 365 нм,
- детектор инфракрасной люминесценции,
- визуализатор метамерных красок,
- визуализатор магнитной краски.

Существуют многофункциональные приборы.